# 哈尚
哈尚（？—1651年），博爾濟吉特氏，清朝初年大臣。蒙古族。
哈尚在順治五年（1648年）九月，娶清太宗第九女。順治八年（1651年）哈尚去世，皇女一直没有再嫁。顺治九年（1652年）三月，皇女薨，無封號。